# Epirrhoe eulampa
Epirrhoe eulampa là một loài bướm đêm trong họ Geometridae.